# August Wolff (Politiker)
August Friedrich Wilhelm Wolff (* 6. Oktober 1844; † 28. Dezember 1914 in Wiesbaden-Biebrich) war ein deutscher  Politiker (Nationalliberale Partei) und Mitglied des Preußischen Abgeordnetenhauses.

## Leben
August Wolff wurde 1870 in seinem Heimatort Inhaber eines Nutzholz- und Baumaterialgeschäfts, das er bis 1885 leitete, als er Zweiter Bürgermeister der Stadt Biebrich wurde. Damit war er besoldeter Beigeordneter und blieb bis 1904 in diesem Amt. Von 1893 an hatte er einen Sitz im Kreistag Wiesbaden und war Mitglied des Kreisausschusses.
Für den Wahlkreis Wiesbaden 8 (Wiesbaden, Höchst) war er als Vertreter der Nationalliberalen Partei von 1898 bis 1914 Mitglied des Preußischen Abgeordnetenhauses. 

## Öffentliche Ämter
- Mitglied der Kreis- und Bezirkssynode der Evangelischen Kirche
- Direktor des Bauvereins AG in Biebrich
- Vorsitzender der Verwaltungskommission der Dampfmeierei Wiesbaden